# Fuente-Álamo
Fuente-Álamo è un comune spagnolo situato nella comunità autonoma di Castiglia-La Mancia.